# 拉丁语语法
拉丁语分为古典拉丁语（Latina Classica）和通俗拉丁语（Sermo Vulgaris）。古典拉丁语是古罗马的官方语言，在恺撒和西塞罗的时代成熟。拉丁语后来逐渐化分为法语、西班牙语、葡萄牙语、意大利语、罗马尼亚语等，但同时对亲属关系并不十分相近的英语和德语也产生了相当大的影响。通俗拉丁语以及拉丁语的语言后裔对古典拉丁语做了很多的修改和简化，比如古典拉丁语的中性词在拉丁语的后裔语言中已经不存在了，（罗马尼亚语除外）。本页介绍的是古典拉丁语语法。

## 发音
拉丁语的元音的音量有长音和短音之分，长音用一道横线“¯”表示。只有拉丁诗篇中會標記長短音來明確韻律，但日常使用也要区分长短音，只是不一定會寫出來。以下是一些常见的长短音区分：
- 动词第二变位法不定式词尾和第三变位法不定式词尾
- 动词第三变位法第二人称单数现在时被动词尾和第三变位法第二人称单数将来时被动词尾
- 名词第一变格法单数主格词尾和第一变格法单数夺格词尾
- 名词第三变格法单数夺格词尾和第五变格法单数夺格词尾
- 名词第四变格法单数主格词尾和第四变格法单数属格、复数主格、复数宾格词尾
- 1d-2d-形容词呼格词尾和1d-2d-副词词尾
- 有些词以长短音区分现在时和完成时，例如：
  -  = 他/她/它在逃跑； = 他/她/它逃跑了
  -  = 他/她/它正在过来； = 他/她/它过来了
- 有些词拼法一样，但元音的长短不同（拼写不标明元音长短），因此是两个不同的词，例如：
  -  = 人民[阳性]； = 杨树[阴性]
  -  = 步兵[单数]； = 脚[复数]
  -  = 侧面，胁[名词]； = 被搬运了[来自动词]

## 语法术语中文、拉丁文对照
| 中文名称         | 拉丁文 | 拉丁文直译         |
| ---------------- | ------ | ------------------ |
| 变格             |        | “分化”；“分歧”     |
| 变位             |        | “联合”             |
| 现在时           |        | “正在的”           |
| 未完成（过去）时 |        | “未完成的”         |
| 现在完成时       |        | “完成的”           |
| 过去完成时       |        | “更加完成的”       |
| 将来时           |        | “将要发生的”       |
| 将来完成时       |        | “将要完成的”       |
| 主动语态         |        | “主动的”           |
| 被动语态         |        | “随机的”；“被动的” |
| 直陈式           |        | “指示的”；“宣布的” |
| 虚拟式           |        | “连接的”           |
| 命令式           |        | “命令的”           |
| 不定式           |        | “无限的”           |
| 人称             |        |                    |
| 单数             |        |                    |
| 复数             |        |                    |
| 主格             |        | “名字的”           |
| 属格             |        | “所属于的”         |
| 与格             |        | “给予的”           |
| 宾格             |        | “指责的”           |
| 呼格             |        | “呼叫的”           |
| 夺格             |        | “夺走的”；“拿走的” |
| 方位格           |        | “地方的”           |
| 阳性             |        |                    |
| 阴性             |        |                    |
| 中性             |        |                    |
| 一般级           |        |                    |
| 比较级           |        |                    |
| 最高级           |        |                    |
| 名词             |        |                    |
| 形容词           |        |                    |
| 数词             |        |                    |
| 代词             |        |                    |
| 动词             |        |                    |
| 动名词           |        |                    |
| 副词             |        |                    |
| 感叹词           |        |                    |
| 连词             |        |                    |
| 介词             |        |                    |

## 动词
拉丁语的动词变位比较复杂。动词有人称、数、时态、语气（直陈、虚拟、命令）和态（主动、被动）的区别。
大部分拉丁动词都有四个主要形式或词干。
- （进行时词干）
- （不定式）
- （完成时词干）
- （过去分词）。

第一个进行时词干通过改变词尾构成所有的现在时（Praesens）、过去进行时（Imperfectum，也叫作“未完成进行时”）、将来时（Futūrum），包括主动和被动语态。
第三个完成时词干通过改变词尾构成所有现在完成时（Perfectum）、过去完成时（Plūsquamperfectum）、将来完成时（Futūrum Exactum）的主动语态。
第四个过去分词构成所有的现在完成时、过去完成时、将来完成时的被动语态。
第二个不定式则是用来判断动词的变位法；拉丁语动词有四种不同的变位法，另外还包括一些不规则动词。
大部分规则的动词以它们的不定式的结尾来区分它们的变位法：第一变位法的不定式结尾是，第二变位法是，第三变位法是，第四变位法是。
变位时，在词干结尾后加上人称结尾就可以了。人称词尾是固定的。注意虚拟式只有四个时态。在使用过去分词的时候，要当作是在使用形容词而不是动词，所以过去分词的词尾除了会像名词一样变格以外，还要适当地改变数量和性别。
第一和第二变位法用的词尾相似，第三和第四变位法用的词尾相似。为了简洁，从现在起“变位法”有时将会简称为。

### 第一变位法
第一变位法的词尾如下：
| 1c2c直陈式人称词尾（主动语态）   | 现在时 | 过去进行时 | 将来时 | 现在完成时 | 过去完成时 | 将来完成时 |
| -------------------------------- | ------ | ---------- | ------ | ---------- | ---------- | ---------- |
| 第一人称单数（我）               |        |            |        |            |            |            |
| 第二人称单数（你）               |        |            |        |            |            |            |
| 第三人称单数（他、她、它）       |        |            |        |            |            |            |
| 第一人称复数（我们）             |        |            |        |            |            |            |
| 第二人称复数（你们）             |        |            |        |            |            |            |
| 第三人称复数（他们、她们、它们） |        |            |        |            |            |            |

| 1c2c直陈式人称词尾（被动语态）   | 现在时 | 过去进行时 | 将来时 | 现在完成时 | 过去完成时 | 将来完成时 |
| -------------------------------- | ------ | ---------- | ------ | ---------- | ---------- | ---------- |
| 第一人称单数（我）               |        |            |        |            |            |            |
| 第二人称单数（你）               |        |            |        |            |            |            |
| 第三人称单数（他、她、它）       |        |            |        |            |            |            |
| 第一人称复数（我们）             |        |            |        |            |            |            |
| 第二人称复数（你们）             |        |            |        |            |            |            |
| 第三人称复数（他们、她们、它们） |        |            |        |            |            |            |

| 1c2c虚拟式人称词尾（主动语态）   | 现在时 | 过去进行时 | 现在完成时 | 过去完成时 |
| -------------------------------- | ------ | ---------- | ---------- | ---------- |
| 第一人称单数（我）               |        |            |            |            |
| 第二人称单数（你）               |        |            |            |            |
| 第三人称单数（他、她、它）       |        |            |            |            |
| 第一人称复数（我们）             |        |            |            |            |
| 第二人称复数（你们）             |        |            |            |            |
| 第三人称复数（他们、她们、它们） |        |            |            |            |

| 1c2c虚拟式人称词尾（被动语态）   | 现在时 | 过去进行时 | 现在完成时 | 过去完成时 |
| -------------------------------- | ------ | ---------- | ---------- | ---------- |
| 第一人称单数（我）               |        |            |            |            |
| 第二人称单数（你）               |        |            |            |            |
| 第三人称单数（他、她、它）       |        |            |            |            |
| 第一人称复数（我们）             |        |            |            |            |
| 第二人称复数（你们）             |        |            |            |            |
| 第三人称复数（他们、她们、它们） |        |            |            |            |

第一变位法例词：（第一变位法所有单词都以作为所有直陈式和过去进行时虚拟式的词干结尾。现在时的虚拟式则把变成就可以了。）

（爱）

（给）[注意的不定式词尾是短]

（洗）

（站）

（问）

（叫）

以为例，

主动语态变位：
|        | 现在时 | 过去进行时 | 将来时 | 现在完成时 | 过去完成时 | 将来完成时 |
| ------ | ------ | ---------- | ------ | ---------- | ---------- | ---------- |
| 直陈式 |        |            |        | [ 1 ]      |            |            |
| 虚拟式 |        |            |        |            |            |            |
| 命令式 |        |            |        |            |            |            |
| 不定式 |        |            |        |            |            |            |

被动语态变位：
|        | 现在时 | 过去进行时 | 将来时 | 现在完成时 | 过去完成时 | 将来完成时 |
| ------ | ------ | ---------- | ------ | ---------- | ---------- | ---------- |
| 直陈式 |        |            |        |            |            |            |
| 虚拟式 |        |            |        |            |            |            |
| 命令式 |        |            |        |            |            |            |
| 不定式 |        |            |        |            |            |            |

### 第二变位法
第二变位法例词：（第二变位法所有单词都以作为所有直陈式和过去进行时虚拟式的词干结尾。现在时的虚拟式把变成就可以了。）

（教）

（命令）

（留）

（警告）

（坐）

（看）

以为例，第二变位法的变位方法和第一变位法几乎一模一样：

主动语态变位：
|        | 现在时 | 过去进行时 | 将来时 | 现在完成时 | 过去完成时 | 将来完成时 |
| ------ | ------ | ---------- | ------ | ---------- | ---------- | ---------- |
| 直陈式 |        |            |        |            |            |            |
| 虚拟式 |        |            |        |            |            |            |
| 命令式 |        |            |        |            |            |            |
| 不定式 |        |            |        |            |            |            |

被动语态变位：
|        | 现在时 | 过去进行时 | 将来时 | 现在完成时 | 过去完成时 | 将来完成时 |
| ------ | ------ | ---------- | ------ | ---------- | ---------- | ---------- |
| 直陈式 |        |            |        |            |            |            |
| 虚拟式 |        |            |        |            |            |            |
| 命令式 |        |            |        |            |            |            |
| 不定式 |        |            |        |            |            |            |

### 第三变位法
第三变位法是拉丁语最难、最复杂的变位法。第三变位法的词干结尾不是元音，而是辅音；第三变位法的单词又可以分为两种：正常的第三变位法和词干中带的第三变位法（词干）。以下先讲解正常的第三变位法。（正常第三变位法的单词没有固定的直陈式的词干结尾。现在时的虚拟式在词干的结尾辅音后加，过去进行时的虚拟式在词干的结尾辅音后加。）
第三变位法和第四变位法比较相似；它们的将来时的变位法和第一、第二变位法有很大的区别。由于第三变位法的词干结尾是辅音，在对现在时、过去进行时、将来时变位时，要额外附加元音，从而让变位后的动词比较容易念。所有四个变位法的完成时变位法都是完全一样的。以下是正常第三变位法的人称词尾，注意将来时与第一、第二变位法的不同之处。额外附加的元音用青藍表示：
| 3c直陈式人称词尾（主动语态）     | 现在时 | 过去进行时 | 将来时 | 现在完成时 | 过去完成时 | 将来完成时 |
| -------------------------------- | ------ | ---------- | ------ | ---------- | ---------- | ---------- |
| 第一人称单数（我）               |        |            |        |            |            |            |
| 第二人称单数（你）               |        |            |        |            |            |            |
| 第三人称单数（他、她、它）       |        |            |        |            |            |            |
| 第一人称复数（我们）             |        |            |        |            |            |            |
| 第二人称复数（你们）             |        |            |        |            |            |            |
| 第三人称复数（他们、她们、它们） |        |            |        |            |            |            |

| 3c直陈式人称词尾（被动语态）     | 现在时 | 过去进行时 | 将来时 | 现在完成时 | 过去完成时 | 将来完成时 |
| -------------------------------- | ------ | ---------- | ------ | ---------- | ---------- | ---------- |
| 第一人称单数（我）               |        |            |        |            |            |            |
| 第二人称单数（你）               |        |            |        |            |            |            |
| 第三人称单数（他、她、它）       |        |            |        |            |            |            |
| 第一人称复数（我们）             |        |            |        |            |            |            |
| 第二人称复数（你们）             |        |            |        |            |            |            |
| 第三人称复数（他们、她们、它们） |        |            |        |            |            |            |

| 3c虚拟式人称词尾（主动语态）     | 现在时 | 过去进行时 | 现在完成时 | 过去完成时 |
| -------------------------------- | ------ | ---------- | ---------- | ---------- |
| 第一人称单数（我）               |        |            |            |            |
| 第二人称单数（你）               |        |            |            |            |
| 第三人称单数（他、她、它）       |        |            |            |            |
| 第一人称复数（我们）             |        |            |            |            |
| 第二人称复数（你们）             |        |            |            |            |
| 第三人称复数（他们、她们、它们） |        |            |            |            |

| 3c虚拟式人称词尾（被动语态）     | 现在时 | 过去进行时 | 现在完成时 | 过去完成时 |
| -------------------------------- | ------ | ---------- | ---------- | ---------- |
| 第一人称单数（我）               |        |            |            |            |
| 第二人称单数（你）               |        |            |            |            |
| 第三人称单数（他、她、它）       |        |            |            |            |
| 第一人称复数（我们）             |        |            |            |            |
| 第二人称复数（你们）             |        |            |            |            |
| 第三人称复数（他们、她们、它们） |        |            |            |            |

例词：

（使，驾驶）

（砍，杀）

（说）

（统治）

（写）

（征服） 

以为例

主动语态变位：
|        | 现在时 | 过去进行时 | 将来时 | 现在完成时 | 过去完成时 | 将来完成时 |
| ------ | ------ | ---------- | ------ | ---------- | ---------- | ---------- |
| 直陈式 |        |            |        |            |            |            |
| 虚拟式 |        |            |        |            |            |            |
| 命令式 |        |            |        |            |            |            |
| 不定式 |        |            |        |            |            |            |

被动语态变位：
|        | 现在时 | 过去进行时 | 将来时 | 现在完成时 | 过去完成时 | 将来完成时 |
| ------ | ------ | ---------- | ------ | ---------- | ---------- | ---------- |
| 直陈式 |        |            |        |            |            |            |
| 虚拟式 |        |            |        |            |            |            |
| 命令式 |        |            |        |            |            |            |
| 不定式 |        |            |        |            |            |            |

### 第三变位法词干
第三变位法“词干”的动词，顾名思义，在变位的时候要多加一个。所以，“词干”的动词和正常第三变位法动词的唯一区别就是“词干”动词的现在时、过去进行时、将来时都会有出现（过去进行时的虚拟式除外）。完成时不受影响。
例词：（注意多出來的）

（捉）

（做）

（逃跑）

（扔）

以为例

主动语态变位：
|        | 现在时 | 过去进行时 | 将来时 | 现在完成时 | 过去完成时 | 将来完成时 |
| ------ | ------ | ---------- | ------ | ---------- | ---------- | ---------- |
| 直陈式 |        |            |        |            |            |            |
| 虚拟式 |        |            |        |            |            |            |
| 命令式 |        |            |        |            |            |            |
| 不定式 |        |            |        |            |            |            |

被动语态变位：
|        | 现在时 | 过去进行时 | 将来时 | 现在完成时 | 过去完成时 | 将来完成时 |
| ------ | ------ | ---------- | ------ | ---------- | ---------- | ---------- |
| 直陈式 |        |            |        |            |            |            |
| 虚拟式 |        |            |        |            |            |            |
| 命令式 |        |            |        |            |            |            |
| 不定式 |        |            |        |            |            |            |

### 第四变位法
第四变位法的动词，由于它们的的词干结尾是，所以它们的变位和第三变位法（词干）的动词几乎完全一样。例词：（第四变位法所有单词都以作为所有直陈式和过去进行时虚拟式的词干结尾。现在时的虚拟式则把变成就可以了。）

（听）

（睡觉）

（知道）

（感觉）

（来）

以为例

主动语态变位：
|        | 现在时 | 过去进行时 | 将来时 | 现在完成时 | 过去完成时 | 将来完成时 |
| ------ | ------ | ---------- | ------ | ---------- | ---------- | ---------- |
| 直陈式 |        |            |        |            |            |            |
| 虚拟式 |        |            |        |            |            |            |
| 命令式 |        |            |        |            |            |            |
| 不定式 |        |            |        |            |            |            |

被动语态变位：
|        | 现在时 | 过去进行时 | 将来时 | 现在完成时 | 过去完成时 | 将来完成时 |
| ------ | ------ | ---------- | ------ | ---------- | ---------- | ---------- |
| 直陈式 |        |            |        |            |            |            |
| 虚拟式 |        |            |        |            |            |            |
| 命令式 |        |            |        |            |            |            |
| 不定式 |        |            |        |            |            |            |

### 不规则动词
類似英文中的be動詞，意思是“是”或者用来描述主语。一如其他印歐語系，此也是一個不規則動詞且使用頻繁。只有主动语态，没有被动。
，是
变位：
|        | 现在时 | 过去进行时 | 将来时 | 现在完成时 | 过去完成时 | 将来完成时 |
| ------ | ------ | ---------- | ------ | ---------- | ---------- | ---------- |
| 直陈式 |        |            |        |            |            |            |
| 虚拟式 |        |            |        |            |            |            |
| 命令式 |        |            |        |            |            |            |
| 不定式 |        |            |        |            |            |            |

的复合词：
- ，是
- ，缺席
- ，在场
- ，在一起
- ，属于
- ，伤害
- —，可以

拉丁语除了以外，还有更多的不规则动词。这些动词需要仔细地记忆才可以。

### 异态动词
拉丁语除了规则和不规则动词以外，还有一组特殊的动词，叫作“异态动词（Verba deponentia）”。异态动词的词尾一律是被动词尾，但意思却是主动的。所以异态动词的原则是被动词形，主动词义。异态动词没有主动词形。
异态动词的变位法依然由它们的不定式结尾来决定，只不过它们不定式的词尾也都是被动词尾：第一变位法的不定式结尾是，第二变位法是，第三变位法是，第四变位法是。
举例： = “我跟着爸爸。” 虽然的词尾是一个被动词尾，但由于是一个异态动词，它表达的意思是主动的。

### 动词不定式
拉丁语的大部分动词都有五个不定式：现在时主动、现在时被动、完成时主动、完成时被动、将来时主动。
现在时主动不定式在前面已经讲过，用来区分动词所属的变位法。
现在主动不定式就通常直接简称为“不定式”，因为现在主动不定式最重要，用法也最广泛。现在主动不定式就是动词的第二个主要形式，以结尾。
现在被动不定式只要把现在主动不定式的词尾改成就可以了。但第三变位法把改为。
完成主动不定式在动词第三主要形式的词根上加上词尾。
完成被动不定式用动词第四主要形式和共同构成。注意动词的四主要形式要随着主语的词数、词性和词格同时变格。
将来主动不定式先把动词的第四主要形式的词尾改成，再和共同构成。

### 动词分词
分词是由动词构成的形容词或名词。拉丁语的大部分动词都有四个分词：现在主动分词、完成被动分词、将来主动分词、将来被动分词；将来被动分词又叫作动形词或动名词。
每个分词都要随着主语变格。
现在主动分词把现在主动不定式的词尾从改成作为主格。第三变位法“词干”要额外加；第四变位法要额外加。现在主动分词的变格和3d-变格法十分相似。
完成被动分词和动词第四主要形式完全一样；完成被动分词按照1d-2d-变格法变格。
将来主动分词把动词第四主要形式的词尾改成；将来主动分词按照1d-2d-变格法变格。
将来被动分词把现在主动不定式的词尾从改成，然后按照1d-2d-变格法变格。第三变位法“词干”要额外加；第四变位法要额外加。
现在主动分词变格：
以为例，现在主动分词的变格方法和3d-变格法几乎一模一样；注意现在分词在单数里不是“词干”，但在复数里确是“词干”。另外，3d-变格法对阳性和阴性不作区分。

## 名词
拉丁语的名词一般有六个格：主格、呼格、属格、与格、宾格、夺格；少数地理名词还可以有方位格。拉丁语句子的意思几乎完全由名词变格而决定，和语序没有关系。
拉丁语名词有五种变格法，由名词的单数属格词尾决定。第一变格法的单数属格词尾是，第二变格法是，第三变格法是，第四变格法是，第五变格法是或。每个变格法也都有自己的特征。第一变格法的名词大部分都是阴性，第二变格法大部分是阳性或中性，第三变格法三种词性都有，第四变格法大部分是阳性，第五变格法大部分是阴性。

### 第一变格法
第一变格法以为主要字母，而且它们的单数属格词尾都是。几乎所有属于第一变格法的单词都是阴性；几个常见的阳性词有（农夫）、（客人）、（水手）、（海盗）、（诗人）。
第一变格法的词尾如下：
| 第一变格法 | 主格 | 属格 | 与格 | 宾格 | 夺格 | 呼格 |
| ---------- | ---- | ---- | ---- | ---- | ---- | ---- |
| 单数       |      |      |      |      |      |      |
| 复数       |      |      |      |      |      |      |

在变格的时候，只要换词尾就可以了。

### 第二变格法

#### 阳性
第二变格法以为主要字母，而且它们的单数属格词尾都是。几乎所有属于第二变格法的单词都是阳性或中性，只有植物和地理名称是阴性。
第二变格法的阳性词尾如下：
| 第二变格法 | 主格 | 属格 | 与格 | 宾格 | 夺格 | 呼格 |
| ---------- | ---- | ---- | ---- | ---- | ---- | ---- |
| 单数       |      |      |      |      |      |      |
| 复数       |      |      |      |      |      |      |

第二变格法比第一变格法稍微有点复杂。第二变格法的阳性单数主格词尾有三种：。它们的变格稍有不同，而不同之处主要在于单数呼格。

#### 中性
第二变格法中性词也以为主要字母，而且它们的单数属格词尾也都是，但它们的别的一些词尾稍有不同。
第二变格法中性词的词尾如下：
| 第二变格法(中) | 主格 | 属格 | 与格 | 宾格 | 夺格 | 呼格 |
| -------------- | ---- | ---- | ---- | ---- | ---- | ---- |
| 单数           |      |      |      |      |      |      |
| 复数           |      |      |      |      |      |      |

### 第三变格法

#### 阳/阴
第三变格法以为主要字母，而且它们的单数属格词尾都是，第三变格法是拉丁语最复杂的变格法。由于第三变格法可以有阳性、阴性、中性三种词性，所以没有固定的单数主格词尾。
第三变格法阳/阴性词的词尾如下：
| 第三变格法(阳/阴) | 主格 | 属格 | 与格 | 宾格 | 夺格 | 呼格             |
| ----------------- | ---- | ---- | ---- | ---- | ---- | ---------------- |
| 单数              | —    |      |      |      |      | (和单数主格一样) |
| 复数              |      |      |      |      |      |                  |

第三变格法“词干”和第三变位法的“词干”是同一个意思：要额外加。阳性和阴性的词干名词只要在复数属格多加一个就行了。

#### 中性
第三变格法中性词也以为主要字母，而且它们的单数属格词尾也都是。拉丁语所有的中性词都有一个相同之处。参看前面的第二变格法的中性词结尾，再比较第三变格法的中性词结尾，这个规律应该很容易看出来：任何中性词的主格和宾格总是一样，而且它们的主格复数和宾格复数都以结尾。
第三变格法中性词的词尾如下：
| 第三变格法(中) | 主格 | 属格 | 与格 | 宾格             | 夺格 | 呼格             |
| -------------- | ---- | ---- | ---- | ---------------- | ---- | ---------------- |
| 单数           | —    |      |      | (和单数主格一样) |      | (和单数主格一样) |
| 复数           |      |      |      |                  |      |                  |

第三变格法“词干”的中性词除了单数主格和属格之外，都必须要加。

### 第四变格法

#### 阳/阴
第四变格法以为主要字母，而且它们的单数属格词尾都是。第四变格法的单词很多都是阳性，但也有不少阴性词，比如、植物名称等。
第四变格法的词尾如下：
| 第四变格法 | 主格 | 属格 | 与格 | 宾格 | 夺格 | 呼格 |
| ---------- | ---- | ---- | ---- | ---- | ---- | ---- |
| 单数       |      |      |      |      |      |      |
| 复数       |      |      |      |      |      |      |

#### 中性
第四变格法中性词的词尾如下：
| 第四变格法(中) | 主格 | 属格 | 与格 | 宾格 | 夺格 | 呼格 |
| -------------- | ---- | ---- | ---- | ---- | ---- | ---- |
| 单数           |      |      |      |      |      |      |
| 复数           |      |      |      |      |      |      |

### 第五变格法
第五变格法以为主要字母，而且它们的单数属格词尾都是或。几乎所有属于第五变格法的单词都是阴性，只有（天）和（中午）是阳性。
第五变格法的词尾如下：
| 第五变格法 | 主格 | 属格 | 与格 | 宾格 | 夺格 | 呼格 |
| ---------- | ---- | ---- | ---- | ---- | ---- | ---- |
| 单数       |      |      |      |      |      |      |
| 复数       |      |      |      |      |      |      |

### 其他
拉丁语有一些名词的变格法稍微有点不规则。
拉丁语的一些名词不能完全变格，叫作“不完全变化名词”。例如（虚无；无价值）只能有单数主格和单数宾格，所以、和所有的复数形式都是不存在的。大部分不完全变化名词都是第三变格法中性，所以它们其实只有一种词形，因为中性词的主格和宾格总是一样的。

## 代词
代词又叫做代名词，所以顾名思义，是用来代替名词的。代词可以分为人称代词和非人称代词。举例来说，在中文里，“我（们）”、“你（们）”、“他／她／它（们）”是人称代词，“这个／这些”、“那个／那些”、“什么”、“谁”是非人称代词。代词和名词一样会变格，由于代词的主格和呼格永远一样，下面的讲解就省略呼格。很多代词的词尾都和名词变格很相似。
第一和第二人称代词比较简易一点，因为它们的阳性和阴性是一样的。第三人称代词则稍微复杂一点，因为第三人称要区分性别（阳性、阴性、中性）。而所有的非人称代词也都区分性别。

### 第一和第二人称代词变格
和 
| 代词         | 词性   | 单数主格 | 属格 | 与格 | 宾格 | 夺格 | 复数主格 | 属格 | 与、夺格 | 宾格 |
| ------------ | ------ | -------- | ---- | ---- | ---- | ---- | -------- | ---- | -------- | ---- |
| （我，我们） | 阳、阴 |          |      |      |      |      |          |      |          |      |
| （你，你们） | 阳、阴 |          |      |      |      |      |          |      |          |      |

### 第三人称代词变格
| 代词         | 词性 | 单数主格 | 属格 | 与格 | 宾格 | 夺格 | 复数主格 | 属格 | 与、夺格 | 宾格 |
| ------------ | ---- | -------- | ---- | ---- | ---- | ---- | -------- | ---- | -------- | ---- |
| （他，他们） | 阳   |          |      |      |      |      |          |      |          |      |
| （她，她们） | 阴   |          |      |      |      |      |          |      |          |      |
| （它，它们） | 中   |          |      |      |      |      |          |      |          |      |

| 代词       | 词性 | 单数主格 | 属格 | 与格 | 宾格 | 夺格 | 复数主格 | 属格 | 与、夺格 | 宾格 |
| ---------- | ---- | -------- | ---- | ---- | ---- | ---- | -------- | ---- | -------- | ---- |
| （同样的） | 阳   |          |      |      |      |      |          |      |          |      |
| （同样的） | 阴   |          |      |      |      |      |          |      |          |      |
| （同样的） | 中   |          |      |      |      |      |          |      |          |      |

### 第三人称反身代词变格
反身单词的使用范围有限制。只有当代词代替的是句子的主语的时候，才用反身代词。
例句：

“老师说，他是个好学生。” “他”指的并不是老师本人，所以不能用反身代词。

“老师说他自己是个好老师。”　“他”指的是老师自己，所以要用反身代词。
拉丁语的第三人称反身代词没有单数和复数的区分，也没有主格，（是属格）。
| 代词                     | 词性       | 单数主格 | 属格 | 与格 | 宾格 | 夺格 | 复数主格             | 属格                 | 与、夺格             | 宾格                 |
| ------------------------ | ---------- | -------- | ---- | ---- | ---- | ---- | -------------------- | -------------------- | -------------------- | -------------------- |
| （他／她／它（们）自己） | 阳、阴、中 | —        |      |      |      |      | （复数和单数相同。） | （复数和单数相同。） | （复数和单数相同。） | （复数和单数相同。） |

### 指示代词变格
| 代词         | 词性 | 单数主格 | 属格 | 与格 | 宾格 | 夺格 | 复数主格 | 属格 | 与、夺格 | 宾格 |
| ------------ | ---- | -------- | ---- | ---- | ---- | ---- | -------- | ---- | -------- | ---- |
| （这，这些） | 阳   |          |      |      |      |      |          |      |          |      |
| （这，这些） | 阴   |          |      |      |      |      |          |      |          |      |
| （这，这些） | 中   |          |      |      |      |      |          |      |          |      |

| 代词         | 词性 | 单数主格 | 属格 | 与格 | 宾格 | 夺格 | 复数主格 | 属格 | 与、夺格 | 宾格 |
| ------------ | ---- | -------- | ---- | ---- | ---- | ---- | -------- | ---- | -------- | ---- |
| （那，那些） | 阳   |          |      |      |      |      |          |      |          |      |
| （那，那些） | 阴   |          |      |      |      |      |          |      |          |      |
| （那，那些） | 中   |          |      |      |      |      |          |      |          |      |

### 关系代词变格
关系代词在中文里比较难分辨，也比较少用。在这里举一个简单的例子：“被处分的学生是昨天打架的那个。”在前面这个句子里，“那个”是关系代词，因为它代替了主语“学生”，同时也修饰主语。但实际上，中文更常用形容词来代替关系代词，比如前面的例句可以直接写为：“昨天打架的学生被处分了。”
由上面的例子可见，关系代词的意思并不固定，而是完全由上下文决定。
| 代词  | 词性 | 单数主格 | 属格 | 与格 | 宾格 | 夺格 | 复数主格 | 属格 | 与、夺格 | 宾格 |
| ----- | ---- | -------- | ---- | ---- | ---- | ---- | -------- | ---- | -------- | ---- |
| （?） | 阳   |          |      |      |      |      |          |      |          |      |
| （?） | 阴   |          |      |      |      |      |          |      |          |      |
| （?） | 中   |          |      |      |      |      |          |      |          |      |

### 疑问代词变格
疑问代词（谁、什么、哪个、哪些）是用来问问题的。疑问代词的变格和关系代词很相似，但在单数里疑问代词阳性和阴性的变格一模一样。
| 代词         | 词性 | 单数主格 | 属格 | 与格 | 宾格 | 夺格 | 复数主格 | 属格 | 与、夺格 | 宾格 |
| ------------ | ---- | -------- | ---- | ---- | ---- | ---- | -------- | ---- | -------- | ---- |
| （谁，哪）   | 阳   |          |      |      |      |      |          |      |          |      |
| （谁，哪）   | 阴   |          |      |      |      |      |          |      |          |      |
| （什么，哪） | 中   |          |      |      |      |      |          |      |          |      |

## 形容词
拉丁语的形容词的变格方式和名词几乎一模一样。一个形容词的词性（阳阴中）、词量（单复数）、词格都必须和它所修饰的名词一样。形容词的变格方式可以分为两类。

### 1d-2d-形容词变格法
第一变格法的名词大部分是阴性，而第二变格法是阳性或中性。所以第一变格法的名词词尾也是 1d-2d-形容词的阴性词尾，而第二变格法的名词词尾也是 1d-2d-形容词的阳性或中性词尾。
以（好）为例，1d-2d-形容词变格如下：
| 1d-2d    | 阳性 | 阴性 | 中性 |
| -------- | ---- | ---- | ---- |
| 单数主格 |      |      |      |
| 属格     |      |      |      |
| 与格     |      |      |      |
| 宾格     |      |      |      |
| 夺格     |      |      |      |
| 复数主格 |      |      |      |
| 属格     |      |      |      |
| 与格     |      |      |      |
| 宾格     |      |      |      |
| 夺格     |      |      |      |

形容词必须和它修饰的名词同时变格。但形容词的词尾不一定会和它修饰的名词的词尾一样。比如，（诗人）是第一变格法的少数的几个阳性词之一，所以修饰的形容词必须使用第二变格法的阳性词尾。而当 1d-2d-形容词修饰第三变格法名词的时候，它们的词尾肯定会不一样，因为第三变格法的词尾和第一第二变格法没有联系。

### 3d-形容词变格法
第三变格法不对名词词性做太大的区分，所以 3d-形容词变格的时候也不会对词性有很大的区分。这一点和 1d-2d-形容词不同。3d-形容词用的是第三变格法的名词词尾，但要注意的是，所有的第三变格法形容词都是“词干”，所以变格时需要在适当的地方加。
以（快的）为例，3t-3d-形容词变格如下（注意所有的 3d-形容词都是“词干”！）：
| 3t-3d    | 阳性 | 阴性 | 中性 |
| -------- | ---- | ---- | ---- |
| 单数主格 |      |      |      |
| 属格     |      |      |      |
| 与格     |      |      |      |
| 宾格     |      |      |      |
| 夺格     |      |      |      |
| 复数主格 |      |      |      |
| 属格     |      |      |      |
| 与格     |      |      |      |
| 宾格     |      |      |      |
| 夺格     |      |      |      |

以（勇敢的）为例，2t-3d-形容词变格和3t-3d-形容词完全一样：
| 2t-3d    | 阳性 | 阴性 | 中性 |
| -------- | ---- | ---- | ---- |
| 单数主格 |      |      |      |
| 属格     |      |      |      |
| 与格     |      |      |      |
| 宾格     |      |      |      |
| 夺格     |      |      |      |
| 复数主格 |      |      |      |
| 属格     |      |      |      |
| 与格     |      |      |      |
| 宾格     |      |      |      |
| 夺格     |      |      |      |

以（大胆的）为例，1t-3d-形容词变格如下：
| 1t-3d    | 阳性 | 阴性 | 中性 |
| -------- | ---- | ---- | ---- |
| 单数主格 |      |      |      |
| 属格     |      |      |      |
| 与格     |      |      |      |
| 宾格     |      |      |      |
| 夺格     |      |      |      |
| 复数主格 |      |      |      |
| 属格     |      |      |      |
| 与格     |      |      |      |
| 宾格     |      |      |      |
| 夺格     |      |      |      |

### 形容词比较级
比较级表示“更”的意思。比如“大”的比较级是“更大”。
要合成形容词比较级时，只要把它们的正常词尾改成就行了。
例如，（属于1d-2d-形容词）的比较级是；（属于3d-形容词）的比较级是。要说明的是，比较级变格全部采用第三变格法的词尾，但不是“词干”。

### 形容词最高级
最高级表示“最”的意思。比如“大”的最高级是“最大”。
要合成形容词最高级时，只要把它们的正常词尾改成就行了。
举例，的最高级是；的最高级是。最高级变格全部采用第一和第二变格法的词尾。

### 不规则形容词
一些常用的形容词是不规则的。它们的比较级和最高级需要硬背下来，因为它们的合成方式無规則可言。但慶幸的是這些形容詞在英語或其他印歐語系也常同樣不規則，而且成為部分英語單字語源。對於已知曉英語的學習者來說不太困難。
例如bonus、比較級melior、最高級optimus，相當於英語good、better與best。malus、peior、pessimus相當於bad、worse與worst。兩者最高級即為英語optimistic（樂觀）與pessimistic（悲觀）的語源。

## 副词
拉丁语的副词比较简单，因为它们在性数格上永远只有一种词形，既不变格，也不变位。一个副词可以修饰动词、形容词、或另一个副词。

### 形容词转变副词
大部分副词都是由形容词直接转变的。转变方法很简单。
1d-2d-形容词把结尾改成就可以了。
例：

（肯定的） → （肯定地，肯定得）

（感激的） → （感激地，感激得）

（高兴的） → （高兴地，高兴得）

（难过的） → （难过地，难过得）

3d-形容词通常把结尾改成，但极少数情况下改成。
例：

（大胆的） → （大胆地，大胆得）

（迅速的） → （迅速地，迅速得）

（简单的） → （简单地，简单得）

（严肃的） → （严肃地，严肃得）

### 副词比较级
副词的比较级只要把词尾改为就可以了。
例：

（肯定地，肯定得） → （更肯定地，更肯定得）

（高兴地，高兴得） → （更高兴地，更高兴得）

（迅速地，迅速得） → （更迅速地，更迅速得）

（严肃地，严肃得） → （更严肃地，更严肃得）

### 副词最高级
副词的最高级一般只要把词尾改为就可以了。
例：

（肯定地，肯定得） → （最肯定地，最肯定得）

（高兴地，高兴得） → （最高兴地，最高兴得）

（迅速地，迅速得） → （最迅速地，最迅速得）[不规则]

（严肃地，严肃得） → （最严肃地，最严肃得）

### 不规则副词
不规则形容词的相对的副词一般也是不规则的。
以下是一些常见的不规则副词：
| 不规则形容词   | 不规则副词 | 副词比较级 | 副词最高级 |
| -------------- | ---------- | ---------- | ---------- |
| （好的）       |            |            |            |
| （坏的）       |            |            |            |
| （大的）       |            |            |            |
| （小的，少的） |            |            |            |
| （多的）       |            | —          |            |

还有一些副词没有相对应的形容词：
| 副词               | 原级 | 比较级 | 最高级 |
| ------------------ | ---- | ------ | ------ |
| 长时间地，长时间得 |      |        |        |
| 经常地，经常得     |      |        |        |

## 数词
拉丁语的数词实际上属于形容词，因为他们和形容词同样修饰名词和代词。
数词可以分为基数词和序数词。基数词表示数量，序数词表述顺序。例如，“一”是基数词，“第一”是序数词。
拉丁语的基数词只有 1、2、3，或以 1、2、3 结尾的数词需要变格，还有一百和一千以上的数也要变格。其它基数词永远只有一种词形。拉丁语的所有序数词都要变格。

### 基数词 1、2、3
，一，属于1d-2d-形容词变格法，但属格和与格略有不同。注意“一”不可能有复数：
|          | 阳性 | 阴性 | 中性 |
| -------- | ---- | ---- | ---- |
| 单数主格 |      |      |      |
| 属格     |      |      |      |
| 与格     |      |      |      |
| 宾格     |      |      |      |
| 夺格     |      |      |      |

，二，混合了1d-2d-形容词变格法和3d-形容词变格法。注意“二”不可能有单数：
|          | 阳性 | 阴性 | 中性 |
| -------- | ---- | ---- | ---- |
| 复数主格 |      |      |      |
| 属格     |      |      |      |
| 与格     |      |      |      |
| 宾格     |      |      |      |
| 夺格     |      |      |      |

，三，属于3d-形容词变格法。注意“三”不可能有单数：
|          | 阳性 | 阴性 | 中性 |
| -------- | ---- | ---- | ---- |
| 复数主格 |      |      |      |
| 属格     |      |      |      |
| 与格     |      |      |      |
| 宾格     |      |      |      |
| 夺格     |      |      |      |

### 基数词 4+
4以上和100以下的基数词，是不会变格的，除非以 1、2、3 结尾。100以上的基数词则除了100和1000以外，都要变格。下面是一些常见的基数词：
- = 4
- = 5
- = 6
- = 7
- = 8
- = 9
- = 10
- = 11
- = 12
- = 13
- = 14
- = 15
- = 16
- = 17
- = 18
- = 19
- = 20
- = 21 [要随着名词或代词变格]
- = 22 [要随着名词或代词变格]
- = 23 [要随着名词或代词变格]
- = 30
- = 40
- = 50
- = 60
- = 70
- = 80
- = 90
- = 99
- = 100
- = 101 [要随着名词或代词变格]
- = 102 [要随着名词或代词变格]
- = 200 [要随着名词或代词变格]
- = 300 [要随着名词或代词变格]
- = 500 [要随着名词或代词变格]
- = 1000
- = 2000 [要随着名词或代词变格；属3d-变格法中性复数]
- = 3000 [要随着名词或代词变格]

### 序数词
序数词要随着它们所修饰的名词或代词变格，变格方式一律是1d-2d变格法。下面列出常见的序数词：
- = 第一
- 或  = 第二
- = 第三
- = 第四
- = 第五
- = 第六
- = 第七
- = 第八
- = 第九
- = 第十
- = 第十一
- = 第二十
- = 第二十一 [注意和要同时变格]
- = 第一百
- = 第二百
- = 第一千

### 罗马数字
每次写数字都拼单词是很麻烦的，所以罗马人一般都用特定的字母来代替单词。
详细解释请参看罗马数字。

## 连词
连词，又称连接词，可以连接词、短语、句子。连词和副词一样，不变格也不变位。
以下是一些常见的连词：
- = 和；还有
- = 和
- = 或者
- = 当；既然；虽然
- = 只要；直到
- = 和；而且
- = 还有；而且
- = 不；除非
- = 而且不
- = 如果……不
- = 虽然；尽管
- = 因为
- = 但是
- = 如果
- = 但是
- = 直到
- = 当；在……时候
- = 或者

## 介词
介词是用来指示方位的。虽然介词自己不变格也不变位，介词后面接的宾语却需要变格。介词的宾语可以是名词、代词、形容词。

### 夺格介词
介词的宾语较普遍的是变为夺格。夺格可以表示出发点、分离点、时间、方式等。
- = 从……出发；来自……
- = 从……离开；从……出去
- = 在……面前
- = 和……一起
- = 从……下来；从……来
- = 在……里面；在……上面
- = 在……前面
- = 在……之前
- = 离……远
- = 没有……
- = 在……下面
- = 在……之上

### 宾格介词
以宾格为宾语的介词也同样普遍。宾格可以表示目标、方位、原因、时间等。
- = 到……；去向……
- = 在……之前
- = 在……周围
- = 和……对抗；和……相对
- = 到……里面；到……上面
- = 在……之间
- = 在……里面
- = 由于……的原因
- = 穿过……；通过……
- = 在……之后
- = 在……旁边
- = 由于……的原因
- = 到……下面
- = 越过……

### 方位格
（家）、（乡村），以及城市名、村庄名、小岛名，一般都省略介词，使用特殊的方位格。方位格其实集合了属格、宾格、夺格，而词义则因格而异（因为它们不用介词）。属格表示“在……里面”，宾格表示“到……”，夺格表示“从……来”。
下面是几个方位格的例子，注意它们不需要介词来表达方位：
| 例词   | 属格方位格 | 宾格方位格 | 夺格方位格 |
| ------ | ---------- | ---------- | ---------- |
| = 家   | = 在家里   | = 到家里去 | = 从家里来 |
| = 罗马 | = 在罗马   | = 到罗马去 | = 从罗马来 |

## 叹词
叹词很简单，表示语气，比如惊叹、恐惧、快乐等。叹词自己可以作为一个句子。
一些常见的叹词：
- = 加油！
- = 看呐！
- = 哇！[快乐]
- = 给我听着！
- = 太棒了！
- = 赫拉克勒斯！[=“当然啦！”]
- = 哎呀！[痛苦或遗憾]
- = 喂！[快乐]
- = 朱庇特！[=“天啊！”]
- = 噢！
- = 嘘……
- = 可怜呀！

## 备注
1. ↑  完成时中含有vi或ve的诸完成时变位可能在诗歌中被省略

## 書目

### 一般詞典
- Thesaurus Linguae Latinae.

### 詞源詞典
- Jacques André (ed.), Alfred Ernout & Antoine Meillet, Dictionnaire étymologique de la langue latine (4e ed.), Klincksieck 2001.
- Chronique d’étymologie latine

### 一般語法
- Kühner-Stegmann
- New Perspectives on Historical Latin Syntax, in 4 vols., de Gruyter
- Harm Pinkster, Oxford Latin Syntax, 2 vols., Oxford UP

### 歷史語言學語法
- Michael Weiss, Outline of the Historical and Comparative Grammar of Latin (2nd ed.), Beech Stave Press,  2020.
- J. Klein et al. (eds.), Handbook of Comparative and Historical Indo-European Linguistics, de Gruyter Mounton 2016.

## 外部連結
- Ablative Absolute （页面存档备份，存于） from Allen and Greenough's New Latin Grammar
- Ablative Absolute by William Harris
- Latin Dictionary and Grammar Aid from Notre Dame. （页面存档备份，存于） Latin Dictionary and Grammar Aid (Notre Dame).
- A Practical Grammar of the Latin Language; with Perpetual Exercises in Speaking and Writing: For the Use of Schools, Colleges, and Private Learners （页面存档备份，存于）, by George J. Adler
- Corpus Grammaticorum Latinorum: complete texts and full bibliography Archive.today的存檔，存档日期2012-12-04
- Lingua latina per se illustrata